# Eugène Bochart
 (novembre 2009).
Si vous disposez d'ouvrages ou d'articles de référence ou si vous connaissez des sites web de qualité traitant du thème abordé ici, merci de compléter l'article en donnant les références utiles à sa vérifiabilité et en les liant à la section « Notes et références ».
Pour les articles homonymes, voir Bochart.
Eugène Bochart, né à Ostende le 15 août 1819 et mort à Bruxelles le 5 mai 1877, est un cordonnier, homme politique et auteur de livres historico-géographiques.
Devenu conseiller communal de la ville de Bruxelles, ses combats politiques peuvent se résumer en une continuelle série d'attaques contre l'œuvre d'Anspach.
En dehors de cela, quand l'établi lui en donnait le loisir, il fut un homme de lettres un peu compilateur mais attentif à l'histoire de sa ville d'adoption.
Outre son célèbre Dictionnaire historique des rues de Bruxelles (1857), réalisé en collaboration avec l'érudit Charles du Pressoir, qui a eu la discrétion et la modestie de ne pas se mentionner dans ce livre et dans d'autres...

## Ses publications
Outre le Dictionnaire historique des rues de Bruxelles (1857), réalisé en collaboration avec l'érudit Charles du Pressoir, Bochart a encore écrit ou du moins publié sous son nom :
- Nouveau guide des étrangers dans Bruxelles, Bruxelles, 1854 et 1856
- Biographies des membres des deux Chambres législatives. Session 1857-1858, Bruxelles, 1858
- Vaderlandsche perels des belgische jeugd, Bruxelles, 1859
- Fleurons patriotiques de la jeunesse belge, Bruxelles, 1859
- Ostende à la main. Dictionnaire historique des rues, places, monuments, promenades..., Bruxelles, 1861